# Porpax seidenfadenii
Porpax seidenfadenii är en orkidéart som beskrevs av A.Nageswara Rao. Porpax seidenfadenii ingår i släktet Porpax och familjen orkidéer. Inga underarter finns listade i Catalogue of Life.